# Мистецтво красиво розлучатися
«Мистецтво красиво розлучатися» (фр. Un fil à la patte) — французький фільм 2005 року, поставлений режисером Мішелем Девілем за п'єсою Жоржа Фейдо «Нитка у лапі».

## Синопсис
Едуард — зніжений і розпещений молодик, який звик отримувати все на тарілочці, але наразі гостро потребує грошей. Його коханка Люсет, відома у вищому світі, цілеспрямована і знає собі ціну. Коли Едуард вирішив одружитися із заможною спадкоємицею і приховати це від своєї коханки, він і уявити не міг наслідки.